# چشمه اسری
چشمه اسری یا اسرا از جمله چشمه‌های شهرستان ممسنی در استان فارس است.
این چشمه در چندکیلومتری روستای مرزبان ممسنی واقع است.
در زبان‌های کردی و تبری  اسری به معنی اشک است.

## منبع
- دانشنامه فارس